# Internazionali d'Italia 1935
Gli Internazionali d'Italia 1935 sono stati un torneo di tennis giocato sulla terra rossa. È stata la 6ª edizione degli Internazionali d'Italia. Sia il torneo maschile sia quello femminile si sono giocati al Foro Mussolini di Roma in Italia.

## Campioni

### Singolare maschile
Wilmer Hines ha battuto in finale  Giovanni Palmieri con il punteggio di 6–3, 10-8, 9–7

### Singolare femminile
Hilde Sperling  ha battuto in finale  Lucia Valerio con il punteggio di 6–4, 6–1

### Doppio maschile
Jack Crawford /  Vivian McGrath  hanno battuto in finale   Jean Borotra /  Jacques Brugnon  4–6, 4–6, 6–4, 6–2, 6–2

### Doppio femminile
Evelyn Dearman /  Nancy Lyle  hanno battuto in finale  Cilly Aussem /  Elizabeth Ryan con il punteggio di 6–2, 6–4

### Doppio misto
Jadwiga Jędrzejowska /  Harry Hopman  hanno battuto in finale  Evelyn Dearman /  Pat Hughes  6–3, 1–6, 6–3